# 波亞納泰尤盧伊鄉
47°06′N 25°58′E / 47.100°N 25.967°E
波亞納泰尤盧伊鄉（羅馬尼亞語：Comuna Poiana Teiului, Neamț），是羅馬尼亞的鄉份，位於該國東北部，由尼亞姆茨縣負責管轄，面積166平方公里，海拔高度545米，2007年人口4,952，人口密度每平方公里30人。